# Koda, fratello orso
Koda, fratello orso (Brother Bear) è un film d'animazione del 2003 diretto da Robert Walker e Aaron Blaise e distribuito da Walt Disney Pictures. È considerato il 44º Classico Disney secondo il canone ufficiale. Il film ha ricevuto una nomination al Premio Oscar come miglior film d'animazione nel 2004.  In Italia venne distribuito nei cinema il 5 marzo 2004 dopo circa 5 mesi l'uscita nelle sale americane, dove uscì il 1º novembre 2003.
Nel 2006 ha avuto un sequel direct-to-video: Koda, fratello orso 2.

## Trama
Nell'America del Nord preistorica, al tempo delle ere glaciali e dei mammut, vive una piccola tribù di Inuit di cui fanno parte tre fratelli orfani di nome Kenai, Denahi e Sitka.
Kenai, il più giovane dei tre fratelli, è ancora un ragazzo e il suo più grande sogno è diventare adulto, momento di passaggio che viene celebrato imprimendo la propria impronta su una parete di roccia insieme a quelle dei suoi antenati. Al suo sedicesimo compleanno Tanana, l'anziana e saggia sciamana del villaggio, gli consegna il suo totem, ossia una collana con un ciondolo che raffigura un animale, che rappresenta la caratteristica che dovrà guidarlo nell'età adulta. Il ragazzo riceve come totem l'orso dell'amore ed è fortemente contrariato, in quanto detesta gli orsi; Sitka cerca di fargli capire che dovrà scoprire ed imparare da solo il vero significato del suo totem, come fu per lui.
Dopo la cerimonia, Kenai e Sitka scoprono che un cesto pieno di pesci che avevano appeso a un albero è stato rubato da un orso, perché Kenai non lo aveva legato bene. Kenai, sotto incitamento di Denahi, va a cercare l'orso e, dopo averlo trovato, fa infuriare l'animale, che lo aggredisce. Sitka e Denahi corrono in suo aiuto e, nella lotta che segue, l'orso cerca di uccidere Kenai e Denahi. Per salvare i fratelli, Sitka decide di sacrificarsi e spacca il ghiaccio con la lancia, facendo crollare il ghiacciaio con lui e l'orso; l'animale sopravvive alla caduta e scappa nel bosco, mentre Sitka muore.
Dopo il funerale, Kenai è furioso e desideroso di vendetta nei confronti dell'orso, che ritiene responsabile della morte di Sitka, quindi decide di andare a cercarlo per ucciderlo, nonostante Denahi tenti di convincerlo che la vendetta è inutile e non lo renderà adulto. Kenai trova l'orso e lo insegue fino ad arrivare insieme a esso sulla cima di un'immensa roccia. Alla fine di un arduo scontro, Kenai ha la meglio e riesce a uccidere l'animale. Appena si appresta a tornare giù, però, arrivano gli spiriti superiori, che trasformano il ragazzo in orso, sparendo subito dopo. A quel punto arriva Denahi che, vedendo un orso e i brandelli della pelliccia di Kenai, crede di aver perso entrambi i fratelli, pensa che l'orso che si trova sul posto sia quello responsabile delle loro morti e decide di ucciderlo per vendetta, ignorando del tutto che esso è in realtà Kenai. Quest'ultimo intanto, intontito dalla trasformazione, precipita dalla roccia, finendo nel fiume e riuscendo a raggiungere la riva, ma perdendo i sensi.
Il mattino seguente Kenai si risveglia in compagnia di Tanana, che lo informa della sua trasformazione. Dopo un iniziale momento di panico, Kenai viene informato da Tanana che per tornare umano dovrà raggiungere la "montagna dove le luci toccano la terra", luogo dove vivono gli spiriti superiori, per parlare con Sitka, che lo ha trasformato. La donna lascia solo il ragazzo-orso, che comincia a vagare disorientato, scoprendo con grande stupore che, vista la sua trasformazione, riesce a parlare con gli animali e capire cosa essi dicono. Kenai incontra poi Rocco e Fiocco, due alci decisamente poco svegli che si prendono gioco di lui quando dice di essere un uomo tramutato in orso. Subito dopo, Kenai finisce in una trappola che lo lascia appeso a testa in giù mentre i due se ne vanno.
Rimasto solo, poco dopo Kenai incontra Koda, un vivace orsetto capitato lì per caso. Koda sta andando in un posto chiamato "raduno del salmone" e, dopo aver strappato a Kenai la promessa che lo accompagnerà se lo farà scendere, lo libera dalla trappola. Subito dopo l'orsetto si dà alla fuga perché ha fiutato l'arrivo di Denahi, che sopraggiunge immediatamente. Kenai prova a comunicare con lui, ma il fratello non capisce i versi animali e lo attacca. Kenai riesce a fuggire, trovando riparo sotto un ghiacciaio dove ritrova Koda, che cerca di convincerlo a seguirlo fino al raduno del salmone. Inizialmente il ragazzo-orso è contrario, ma quando scopre che il raduno del salmone è vicino alla montagna dove le luci toccano la terra, decide di farsi guidare dal cucciolo per arrivarci. I due partono all'alba e, per far perdere le tracce a Denahi, decidono di salire in groppa a dei mammut. Durante il viaggio, Kenai e Koda fanno amicizia, pur continuando a entrare in conflitto per diversi motivi.
Scesi dalla groppa dei mammut, i due orsi si rendono conto di essersi persi e, dopo un litigio, raggiungono una grotta lì vicino dove ci sono molte pitture rupestri. Qui Kenai vede il disegno di un umano che combatte contro un orso e ciò lo convince più che mai che gli orsi siano mostri, ma poi sente Koda dire che per gli orsi il mostro è l'umano, quindi comincia a capire come un diverso punto di vista possa significare molto. Ripreso il cammino e dopo aver chiesto invano indicazioni a due imbranati arieti, Koda ritrova la strada, affermando che per raggiungere il raduno del salmone dovranno passare per una zona piena di geyser. In tale luogo i due vengono nuovamente aggrediti da Denahi, riuscendo a salvarsi attraversando un tronco sospeso sopra un fiume: il tronco crolla e Denahi finisce per cadere nel fiume, uscendone illeso.
Kenai e Koda riescono finalmente a raggiungere il raduno del salmone. Il ragazzo-orso vorrebbe andare subito alla montagna, ma viene convinto da Koda e gli altri orsi a rimanere, così il ragazzo-orso passa il pomeriggio a divertirsi come un orso insieme agli altri orsi, comprendendo che gli orsi non sono poi così diversi dagli umani. Giunta la sera, Koda racconta cosa gli è successo quando è stato separato dalla madre; ascoltando il racconto, Kenai scopre, con grande sgomento, che l'orso da lui affrontato e ucciso era proprio la madre di Koda e scappa via sconvolto in preda al panico, venendo poi raggiunto dal cucciolo. Sentendosi in colpa, Kenai racconta la verità a Koda che, devastato, scappa via in lacrime, mentre Kenai, affranto, si dirige verso la montagna. Koda, rimasto solo, si rende conto di essersi comunque affezionato a Kenai nonostante tutto e decide di raggiungerlo.
Kenai raggiunge la cima della montagna, dove spera che Sitka possa farlo tornare umano, ma viene nuovamente raggiunto ed attaccato da Denahi. Dopo una dura lotta, Kenai è sul punto di venire ucciso, ma interviene con coraggio Koda, che riesce a disarmare Denahi. Kenai, vedendo che Denahi è sul punto di uccidere il cucciolo, gli corre contro per fermarlo; proprio allora arriva lo spirito di Sitka, che fa tornare Kenai umano, sotto gli sguardi attoniti di Denahi, che capisce l'equivoco in cui era caduto, e di Koda. Rendendosi conto di non voler abbandonare Koda, Kenai prende la decisione di tornare a essere un orso per potersi occupare di lui, con la complicità e il consenso di Denahi, orgoglioso del fratello.
Kenai viene finalmente celebrato dalla sua tribù, che gli fa mettere la sua impronta di orso sulla parete di roccia insieme a tutte le impronte umane dei suoi antenati, realizzando il suo sogno.

## Personaggi
- Kenai ([ˈkɪnai]) : è il più giovane di tre fratelli Inuit orfani, ha 16 anni e desidera fortemente divenire adulto. Ha un carattere impulsivo, coraggioso e forte ed è molto protettivo, permaloso e incosciente. Il suo totem è "l'orso dell'amore", dal quale all'inizio è profondamente deluso, in quanto convinto che gli orsi, creature che non sopporta, siano ladri ed animali feroci e malvagi, ma si ricrederà dopo aver vissuto come orso. Avendo ucciso un esemplare del suo animale totem (la madre di Koda) per vendicare Sitka, gli Spiriti Superiori lo puniscono tramutandolo in un orso, costringendolo ad adattarsi a vivere con il piccolo Koda e gli altri orsi. Alla fine viene salvato dallo spirito di Sitka, che per non farlo uccidere da Denahi nello scontro finale lo riporta al suo aspetto umano. Il ragazzo, tuttavia, avendo capito che Koda è ormai diventato un fratello per lui e che non vuole lasciarlo solo, tornerà a essere definitivamente un orso e non verrà più temuto dagli uomini.
- Koda: è un cucciolo d'orso grizzly di 4 anni chiacchierone, vivace, giocherellone e pestifero, ma anche tenero e dolce. Libera Kenai da una trappola in cui era caduto e si fa accompagnare dal ragazzo-orso al "raduno del salmone". Durante il viaggio si affeziona moltissimo a Kenai. In seguito viene a sapere di essere rimasto orfano della madre per colpa proprio di Kenai, ma nonostante ciò capisce che Kenai ha agito seguendo l'istinto umano, quindi nonostante il comprensibile dolore iniziale, lo perdona e decide di rimanere con lui, trattando Kenai come un fratello maggiore.
- Denahi: è il fratello di mezzo ed ha 18 anni. Lui e Kenai, inizialmente, non hanno un buon rapporto, litigando spesso e provocandosi a vicenda. Pur rappresentando l'antagonista, non è affatto malvagio, in quanto per tutta la durata del film è vittima di un fraintendimento, credendo che l'orso che vorrebbe uccidere sia quello che ha ucciso prima Sitka e che crede aver ucciso anche Kenai, e non Kenai stesso. Il suo totem è "il lupo della saggezza". Alla fine del film, dopo aver capito cosa era successo in realtà a Kenai, sarà molto fiero di lui vedendo il suo desiderio di adottare Koda. Infine diventerà sciamano succedendo a Tanana e racconterà ai compagni di villaggio la storia dei suoi fratelli.
- Sitka: è il maggiore dei tre fratelli, ha 20 anni e si occupa di Denahi e Kenai da quando i loro genitori sono morti. Il suo totem è "l'aquila che guida", vuole molto bene ai suoi fratelli ed è saggio e carismatico. Muore sacrificandosi cadendo nel ghiaccio per salvare i fratelli, diventando uno spirito con la forma del suo animale totem, l'aquila, e in tale veste fa da guida a Kenai e Denahi.
- Tug ([ˈtaɡ]): è un grande orso grigio simpatico e forzuto, amico di Koda e in seguito anche di Kenai.
- Rocco e Fiocco: sono due fratelli alci decisamente poco svegli, anche se molto simpatici. Si incontrano nel film in scene in cui creano situazioni comiche. Sono i primi animali che Kenai incontra appena diventato orso, comprendendo di poter dialogare con gli animali.
- Tanana: è l'anziana, saggia e dolce sciamana del villaggio in cui vivono Kenai, Denahi e Sitka. Fa da intermediaria fra il mondo degli spiriti e quello umano e consegna i totem a coloro che dovranno diventare adulti.
- Madre di Koda: è un'orsa che ha attaccato i tre fratelli umani per proteggere il proprio cucciolo, causando il sacrificio di Sitka per salvare gli altri due. Kenai la ritiene colpevole della morte di Sitka e per tale motivo la uccide, per poi diventare orso, incontrare Koda, capire ciò che ha fatto e cadere preda del rimorso. Alla fine del film, quando Kenai torna umano, ricompare come Spirito Superiore e si ricongiunge brevemente con Koda.
- I mammut: costantemente in cammino, trasportano verso il "raduno del salmone" Kenai, Koda, Rocco e Fiocco, che gli salgono in groppa per far perdere le loro tracce a Denahi.
- Gli arieti di Dall: due arieti imbranati e testardi che non fanno altro che litigare prendendosi a colpi di corna e credono che l'eco delle loro voci sia la voce di un altro loro simile. Infine, incontrando Koda e Kenai, fanno a gara a chi sta zitto. Nei titoli di coda il primo dice a sé stesso di stare zitto e l'altro ride.

## Produzione
Il progetto di Koda, fratello orso venne richiesto dal CEO Michael Eisner come “un nuovo Il re leone” sostituendo però i leoni con gli orsi e Amleto con un'altra opera di Shakespeare, Re Lear.

## Colonna sonora
La colonna sonora del film è composta da 7 canzoni:
- Spiriti degli antichi eroi (Great Spirits) cantata da Lalla Francia e nella versione originale da Tina Turner, è un inno rivolto agli spiriti. Phil Collins avrebbe voluto che la canzone fosse cantata da Laura Pausini.[2] Furono gli stessi registi del film a chiedere a Collins di utilizzare strumenti che avessero un suono primitivo in quanto più aderenti al film.[3]
- Trasformazione (Transformation) cantata dal Coro delle voci bulgare in tutte le versioni, è il brano che accompagna la trasformazione di Kenai da uomo in orso.
- Il mio cammino (On My Way) cantata da Alex Polidori (doppiatore di Koda) e da Phil Collins, accompagna le scene in cui si mostra il viaggio compiuto da Kenai e Koda verso il raduno del salmone.
- Noi siamo la tua famiglia (Welcome) cantata da Stefano Rinaldi, Luca Velletri, Giovanni Guarino, Maria Cristina Brancucci, Mirko Pontrelli, Augusto Giardino, Daniele Viri, Moreno Ferrara, Fabrizio Palma, Lalla Francia e Phil Collins, mostra come gli orsi accolgano Kenai nel loro branco.
- Perdonami se puoi (No Way Out) cantata da Phil Collins, esprime il dolore di Kenai nel comunicare a Koda che gli ha ucciso la madre.
- Spiriti degli antichi eroi (ripresa) (Great Spirits (reprise) cantata da Lalla Francia e nella versione originale da Tina Turner, mostra come Kenai riesca a divenire adulto per aver seguito il suo totem.
- Look Through My Eyes cantata da Phil Collins, è il brano dei titoli di coda del film. Colonna sonora anche in una puntata di SOS Tata.

## Distribuzione
In Italia venne distribuito nei cinema il 5 marzo 2004 dopo circa 5 mesi l'uscita nelle sale americane, dove uscì il 1º novembre 2003.

### Edizione italiana
La direzione del doppiaggio e i dialoghi italiani sono a cura di Fiamma Izzo per conto della Royfilm, in collaborazione con PumaisDue. La sonorizzazione, invece, venne affidata alla SEFIT-CDC. La direzione musicale e i testi italiani delle canzoni sono stati affidati a Ermavilo e Lorena Brancucci.

## Accoglienza

### Incassi
Il film ha incassato circa 250 milioni di dollari, contro i 46 milioni spesi per realizzarlo, rendendolo pertanto il film dell'epoca sperimentale che ha incassato di più (a fronte del budget), superando Lilo e Stitch e Dinosauri. In Italia ha incassato 6314000 €.

### Critica
Il film è stato accolto da recensioni miste da parte della critica. Sul sito di recensioni Rotten Tomatoes detiene un indice di gradimento del 37%, basato su 131 recensioni professionali e con un voto medio di 5.5/10, il consenso critico cita: «Koda, fratello orso è un film godibile e leggero, ma la sua trama banale e l'animazione così-così lo rendono insignificante nel canone Disney». Su Metacritic ha un punteggio del 48 su 100, basato sul parere di 28 critici.

## Riconoscimenti
- 2004 - Premio Oscar
  - Nomination Miglior film d'animazione a Aaron Blaise e Robert Walker
- 2003 - Satellite Award
  - Nomination Miglior film d'animazione o a tecnica mista
  - Nomination Miglior canzone originale (Great Spirits) a Phil Collins
- 2004 - Saturn Award
  - Nomination Miglior film d'animazione
- 2004 - Golden Reel Award
  - Nomination Miglior montaggio sonoro in un lungometraggio d'animazione
  - Nomination Miglior montaggio sonoro (Effetti sonori)
- 2003 - Phoenix Film Critics Society Awards
  - Nomination Miglior film d'animazione
- 2004 - ASCAP Award
  - Top Box Office Films a Phil Collins
- 2004 - Annie Awards
  - Nomination Miglior film d'animazione
  - Nomination Migliore recitazione a Jeremy Suarez
  - Nomination Migliore sceneggiatura a Tab Murphy, Lorne Cameron, David Hoselton, Steve Bencich e Ron J. Friedman
  - Nomination Migliori effetti animati
  - Nomination Migliore animazione dei personaggi a Byron Howard
  - Nomination Miglior character design a Rune Brandt Bennicke
  - Nomination Migliore colonna sonora a Phil Collins e Mark Mancina
  - Nomination Migliore scenografia a Robh Ruppel
- 2004 - BMI Film & TV Award
  - Miglior colonna sonora a Mark Mancina
- 2004 - Critics' Choice Movie Award
  - Nomination Miglior film d'animazione
- 2004 - Young Artist Awards
  - Nomination Miglior film d'animazione per la famiglia
  - Nomination Miglior giovane attore a Jeremy Suarez
- 2003 - Awards Circuit Community Awards
  - Nomination Miglior film d'animazione
- 2004 - Online Film & Television Association
  - Nomination Miglior film d'animazione a Chuck Williams

## Casi mediatici
La reazione americana del film ha evidenziato una netta differenza di opinione tra fondamentalisti cristiani e il resto della società. I fondamentalisti hanno attaccato il film come immorale per la rappresentazione di un mondo governato dagli spiriti e per aver promosso l'idea di uguaglianza spirituale fra uomini e animali in contrasto con la Bibbia. D'altra parte, la Conferenza Episcopale degli Stati Uniti ha lodato il film come esaltazione di una filosofia simile a quella di San Francesco d'Assisi. USA Today ha elogiato la sua storia morale, con i messaggi sul perdono e la fratellanza.

## Curiosità
- Si tratta del terzo film realizzato negli studi d'animazione Disney in Florida, dopo Mulan e Lilo & Stitch.
- All'inizio Denahi avrebbe dovuto essere il padre di Kenai; in seguito divenne il fratello.[9][10]
- In un primo tempo la guida di Kenai avrebbe dovuto essere un orso di nome Grizz (divenuto Tug) e doveva essere doppiato da Michael Clarke Duncan (doppiatore di Tug) ma si preferì sostituirlo con Koda.[11][12]
- Le battute «Non mi importa niente della volta in cui tu e Pukky avete trovato… che so… la pigna più grande di tutte» e «Prima di tutto si chiama Bucky, non Pukky. E secondo non era una pigna, era un pinolo ed era enorme. Anche più grosso del tuo testone vuoto» non erano previste nel copione: si tratta di un'improvvisazione di Phoenix (doppiatore di Kenai) alle prese in giro, in sala di doppiaggio, di Suarez (doppiatore di Koda).[11]
- Aaron Blaise ha dichiarato che, secondo lui, «L'orso è la metafora di un'altra cultura»[13] e che «L'orso è un animale che riveste un ruolo importante nell'inconscio collettivo, è un simbolo come il leone, attrae e terrorizza al tempo stesso».[14]